# 楚瓦什森林國家公園
54°45′N 47°08′E / 54.750°N 47.133°E

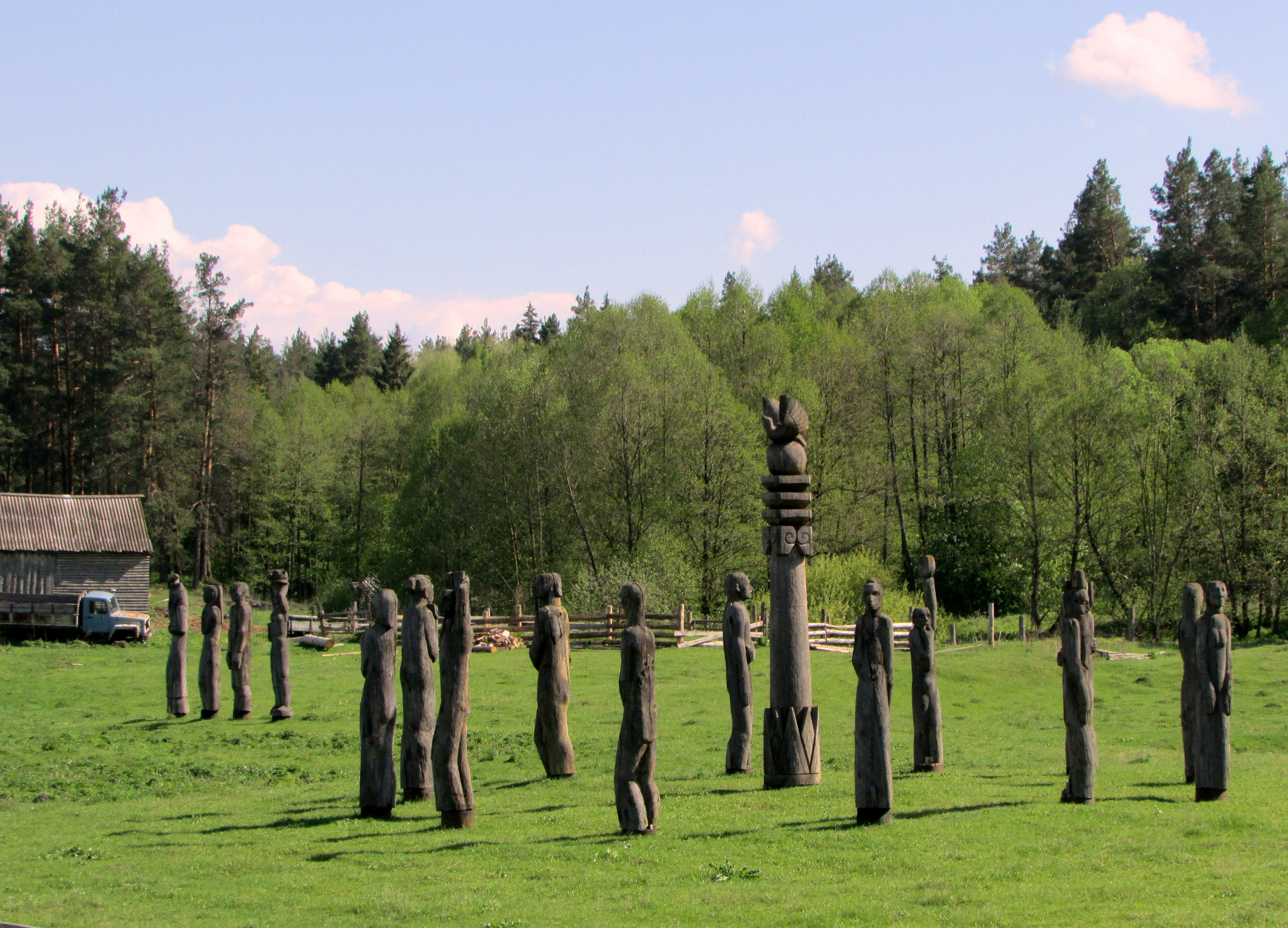

楚瓦什森林國家公園是俄羅斯的國家公園，位於該國西部，處於楚瓦什共和國，成立於1993年6月23日，有40種哺乳類、170種鳥類、19種魚類棲息。